# DRDO Smart Anti-Airfield Weapon
El arma antiaeródromo inteligente DRDO (en inglés: DRDO Smart Anti-Airfield Weapon, SAAW) es un arma antiaeródromo guiada con precisión de largo alcance desarrollada por la Organización de Investigación y Desarrollo de Defensa (DRDO) de la India. Está diseñado para ser capaz de atacar objetivos terrestres con alta precisión hasta un alcance de 100 kilómetros (62 millas).
El proyecto SAAW fue aprobado por el Gobierno de India en 2013. La primera prueba exitosa del arma se realizó en mayo de 2016. Otra prueba exitosa se realizó en noviembre del año siguiente. A esto le siguió una serie de tres pruebas exitosas en diciembre de 2017.
Entre el 16 y el 18 de agosto de 2018 se realizaron tres pruebas exitosas, lo que elevó a ocho el número total de pruebas.
En septiembre de 2020, el Gobierno de la India aprobó la adquisición del SAAW para la Marina India y la Fuerza Aérea India.